# Vanderhall Laguna
Vanderhall Laguna — трёхколёсный родстер, выпускавшийся американским производителем автомобилей Vanderhall Motor Works с 2016 по 2018 год.

## История
Vanderhall Laguna дебютировал в марте 2016 года как первый автомобиль Vanderhall. Автомобиль принял форму «автоцикла», представляющего собой трёхколесный велосипед, сочетающий в себе черты мотоцикла и спортивного автомобиля.
Производство и продажи Vanderhall Laguna начались в США в июле 2016 года по цене от 49950 до 77000 долларов в зависимости от комплектации. Родстер производился в Прово, Юта.

## Особенности
Vanderhall Laguna имеет обтекаемый кузов из алюминиевых компонентов, созданных совместно с элементами ручной сборки из углеродного волокна, что позволило добиться относительно низкой полной массы — более 700 кг. В движение автомобиль приводился 1,5-литровым рядным четырёхцилиндровым турбодвигателем SGE. Привод — передний.